# NSA ANT
NSA ANT nebo také katalog NSA ANT je označení pro padesátistránkový utajovaný dokument Národní bezpečnostní agentury (NSA) Spojených států amerických z roku 2008.  Jeho předpokládaným autorem je oddělení ANT (Advanced Network Technology, doslova pokročilé síťové technologie) a je určený především pro oddělení TAO (Tailored Access Operations, doslova cílené přístupové operace) zabývající se průnikem do cizích sítí a jejich monitorováním. Obsahem katalogu jsou crackerská a špionážní technická zařízení včetně jejich cen, která ANT může nabídnout jiným oddělením i spolupracujícím mocnostem (zejména anglofonní pětici v rámci aliance zvané „Pět očí“).
K zveřejnění katalogu došlo v prosinci 2013, kdy o něm jednak americký bezpečnostní odborník Jacob Appelbaum promluvil při svém vystoupení na konferenci Chaos Communication Congress v Hamburku, jednak o něm vyšel v německém časopise Der Spiegel článek, jehož autoři byli Jacob Appelbaum, Judith Horchertová a Christian Stöcker.
Není jasné, kdo porušil pravidla pro utajení a dokument vynesl na veřejnost – někdy bývá podezírán Edward Snowden, ale například bezpečnostní odborník Bruce Schneier vyjádřil názor, že to byl někdo jiný.